# Región metropolitana de Belo Horizonte
La Región Metropolitana de Belo Horizonte o RMBH es la tercera mayor área metropolitana de Brasil con 6,9 millones de habitantes (IBGE/2019). Su producto interno bruto (PIB), sumaba en 2002 cerca de 40.000 millones de reales, de los cuales aproximadamente un 65% pertenecían a la ciudad de Belo Horizonte.
La RMBH es el centro político, financiero, comercial, educacional y cultural de Minas Gerais, representando en torno al 40% de la economía y el 25% de la población del estado.
El Gran BH es además es la 74.ª mayor área metropolitana del mundo y el séptimo de América Latina.

## Demografía
El crecimiento de la población de la RMBH ha disminuido en las últimas décadas, aunque todavía es superior a la media estatal. El crecimiento se concentra cada vez más en los municipios periféricos, reduciendo año tras año la proporción de población de Belo Horizonte. La principal explicación para este fenómeno es el reducido espacio territorial del municipio central, lo que aumenta el precio del suelo en la ciudad y lleva la gente a instalarse en otros municipios fuera de la capital del estado.
Desde la década de 1980, Belo Horizonte, crece a tasas mucho más bajas que el promedio RMBH. En la década de 1990, mientras que la capital creció solo un 1,1% al año, la RMBH creció un 3,9%.
Las ciudades más pobladas de la RMBH son, en orden descendente, Belo Horizonte, Contagem, Betim, Ribeirão das Neves y de Santa Luzia, que en conjunto suman más del 80% de la población del área metropolitana.

## Economía
El área metropolitana de Belo Horizonte tiene un PIB de alrededor de 98,5 mil millones de dólares. Los sectores de comercio y servicios son muy importantes para la MRBH, concentrándose en Belo Horizonte. En el sector industrial se encuentra presente con industrias metalúrgica, automóvilistica, petroquímica y alimenticia. La presencia del Quadrilátero Ferrífero cerca de la RMBH garantiza una parte importante de la industria de extracción de minerales en el PIB de la región. La RMBH sigue siendo un centro de excelencia en el software y la biotecnología.
La producción económica está altamente concentrada en unos pocos municipios. Los municipios de Belo Horizonte, Betim y Contagem en conjunto representan el 84% del PIB de la zona metropolitana. Municipios como Ribeirão das Neves y Ibirité, concentran grandes grupos de población, pero no tienen una base económica de igual proporción, siendo solo ciudades dormitorio del área metropolitana.

## Sistema de gestión metropolitana
El área metropolitana de Belo Horizonte fue creada en 1973 por la Ley Federal Complementaria N º 14/73, y en la actualidad se rige por la ley del estado de Minas Gerais N º 88/2006 y por la LEC n º 89 / 2006.
De los 34 municipios de RMBH, solo 13 están en realidad conurbados, llevando a algunos expertos a abogar por una reducción del número de municipios pertenecientes a la RMBH. En cambio, otros argumentan que varios de estos municipios no conurbados son responsables de funciones de interés común a la región tales como la preservación de las fuentes de agua, y por lo tanto deben ser parte del área metropolitana.
El establecimiento formal de un área metropolitana tiene como objetivo proporcionar los mecanismos para la gestión de la misma en las funciones públicas de interés común para los 34 municipios que la componen, tales como el saneamiento, el transporte público, el desarrollo regional, la vivienda, la salud y la educación.
La Constitución Federal establece en su artículo. 25, § 3, que corresponde a los estados del Brasil administrar en conjunto con los municipios, los servicios y actividades de las áreas metropolitanas de alcance supra-municipal.
La legislación en el área metropolitana de Belo Horizonte fue restaurada en 2004 por el estado de Minas Gerais a través de una enmienda de su Constitución Estatal. Minas Gerais fue el primer estado en el país en introducir el concepto de "ciudad metropolitana" en su legislación. El sistema de gestión de la RMBH es compartido por la Asamblea Metropolitana, la Junta Asesora de Desarrollo, la Agencia de Desarrollo y todos los organismos y entidades estatales, municipales y privados que realicen funciones públicas de interés general. Los electores de la región, eligen cada 2 años a dos representantes de la ciudadanía para formar parte de la Asamblea Metropolitana.

## Agencia de Desarrollo de la Región Metropolitana de Belo Horizonte
La Agencia de Desarrollo de la Región Metropolitana de Belo Horizonte, o "Agencia RMBH" fue establecida en enero de 2009, es la entidad responsable de promover la gestión compartida de las funciones públicas de interés común para las ciudades del Gran Belo Horizonte. El nuevo organismo tiene la condición de autoridad territorial del Estado de Minas Gerais para aplicar las determinaciones de la Asamblea Metropolitana. Uno de los principales obstáculos para las actividades de tales organismos en la federación brasileña, es el miedo de los municipios metropolitanos a perder autonomía, facilitado por la creación de un procedimiento simplificado para la elección del jefe administrativo del municipio. Este será nombrado por el gobernador del estado de una lista de tres direcciones de la Junta Metropolitana, donde los alcaldes tienen derecho a voto. Inicialmente, la Agencia centrará sus actividades en la edición de RMBH del uso del suelo metropolitano, pero su trabajo puede llegar a extenderse a la regulación del transporte metropolitano.

## Collar metropolitano
Se conoce como Collar Metropolitano a una serie de municipios que rodean la región metropolitana de BH sin conformar parte de la misma. El collar se compone de 16 municipios metropolitanos: Barão de Cocais, Belo Vale, Bom Jesus do Amparo, Bonfim, Fortuna de Minas, Funilândia, Inhaúma, Itabirito, Itaúna, Moeda, Pará de Minas, Presidente de Morais, Santa Bárbara, São Gonçalo do Rio Abaixo, São José da Varginha e Sete Lagoas. Oficialmente, estos municipios no son parte del área metropolitana a pesar de estar íntimamente vinculados económica y demográficamente con Belo Horizonte.
La población total de la pasta metropolitana llega a 530.650 habitantes, en especial las ciudades de Sete Lagoas (214.071 habitantes), Itaúna (85.396) y Pará de Minas (84.252), que en conjunto tienen 383.719 habitantes, es decir, el 72,3% de la población del Collar.

## Municipios
La Región metropolitana de Belo Horizonte está constituida por 50 municipios:
| N.º | Municipio (Município) | Población (censo 2022) | Área (2022) (km²) | PIB (2021) (Millores $) |
| --- | --------------------- | ---------------------- | ----------------- | ----------------------- |
| 1   | Baldim                | 7.492                  | 556,3             | 201,3                   |
| 2   | Barão de Cocais       | 30.778                 | 340,1             | 2.439,0                 |
| 3   | Belo Horizonte        | 2.315.560              | 331,4             | 105.829,7               |
| 4   | Belo Vale             | 8.627                  | 365,9             | 279,9                   |
| 5   | Betim                 | 411.846                | 344,1             | 33.132,9                |
| 6   | Bom Jesus do Amparo   | 5.631                  | 195,6             | 160,3                   |
| 7   | Bonfim                | 7.434                  | 301,9             | 135,5                   |
| 8   | Brumadinho            | 38.915                 | 639,4             | 4.624,9                 |
| 9   | Caeté                 | 38.776                 | 542,5             | 1.074,9                 |
| 10  | Capim Branco          | 10.663                 | 95,3              | 123,4                   |
| -   | Total                 |                        |                   |                         |